# Saint-Cyr-la-Rosière
Saint-Cyr-la-Rosière és un municipi francès situat al departament de l'Orne i a la regió de Normandia, regat pel riu La Rosière. L'any 2017 tenia 237 habitants.
El primer esment escrit Sanctus Ciricus data del 1145. Els senyors de Bellême van donar el feu a l'abadia de Saint-Père-en-Vallée prop de Chartres. Després passà a l'abadia de Sant Denís fins a la revolució francesa el 1790.

## Demografia
El 2007 la població de fet de Saint-Cyr-la-Rosière era de 251 persones i hi havia 206 habitatges

## Economia
El 2007 la població en edat de treballar era de 156 persones. El 2007, hi havia una empresa alimentària, tres empreses de construcció, cinc d'empreses de comerç i reparació d'automòbils, un hotel, una empresa financera, una empresa immobiliària. a més d'un paleta, una fusteria, un electricista i un restaurant. Hi havia 14 explotacions agrícoles que conreaven un total de 1.320 hectàrees. Té una escola elemental integrada dins d'un grup escolar.